# 親親壞姐妹
《親親壞姐妹》（英語：Marvin's Room）是一部1996年的美国電影，由傑瑞·扎克斯執導。約翰·格爾編劇，並根据史考特·麦克弗森的同名話劇《Marvin's Room》改编。麥克弗森1992年死於愛滋病，享年33歲。
主演是梅莉·史翠普、李奧納多·狄卡皮歐、黛安·基頓、勞勃·狄尼洛、休姆·克羅寧、格溫·沃頓、哈爾·斯卡迪諾和丹·艾迪亞。本片作曲是瑞雪·波曼、卡莉·西門演唱了主题曲《Two Little Sisters》，梅莉·史翠普為該曲獻聲口白。
黛安·基頓凭借在此片中的出色表演获得了奥斯卡最佳女主角奖提名。

## 剧情介绍
馬文在17年前不幸中风，臥病在床，由女儿貝絲照料，而另一個女儿莉則對他不聞不問。莉20年前和丈夫一起搬到了俄亥俄州，之後再也没有和家人聯繫。如今，貝絲患上了血癌，需要近親中有人提供骨髓做移植，因此她只好向莉求助。莉有兩個孩子，大兒子漢克由於患精神病而在家裡縱火。後来，莉和妹妹以及兩個儿子的關係開始好轉，並且和馬文的親情也得以恢復。

## 演員
- 梅莉·史翠普 飾演 莉（Lee Wakefield Lacker）
- 李奧納多·狄卡皮歐 飾演 漢克（Hank Lacker）
- 黛安·基頓 飾演 貝絲（Bessie Wakefield）
- 勞勃·狄尼洛 飾演 華大夫（Dr. Wallace "Wally" Carter）
- 休姆·克羅寧 飾演 馬文（Marvin Wakefield）
- 格溫·沃頓（英语：Gwen Verdon） 飾演 露絲（Ruth Wakefield）
- 哈爾·斯卡迪諾（英语：Hal Scardino） 飾演 查理（Charlie Lacker）
- 丹·艾迪亞（英语：Dan Hedaya） 飾演 Dr. Robert "Bob" Carter
- 瑪果·麥汀達爾 飾演 Dr. Charlotte Samit
- 辛西雅·尼克森 飾演 the Retirement Home Director
- 凱莉·瑞帕 飾演 Coral
- Bitty Schram（英语：Bitty Schram） 飾演 Janine
- Helen Stenborg（英语：Helen Stenborg） 飾演 a Nun at the convent where Lee goes to live
- Olga Merediz（英语：Olga Merediz） 飾演 the beauty shop lady Lee does hair for

## 獎項
| 頒獎典禮 | 獎項               | 名字      | 結果 |
| -------- | ------------------ | --------- | ---- |
| 奥斯卡   | 奥斯卡最佳女主角奖 | 黛安·基頓 | 提名 |